# Zarichne (Samar)
Zarichne (en ucraniano: Зарічне) es un pueblo ucraniano perteneciente al óblast de Dnipropetrovsk. Situado en el centro del país, forma parte del raión de Novomoskovsk y del municipio (hromada) de Cherkaske.

## Toponimia
Hasta 2024, nombre del asentamiento en ruso es Jvardiske (en ucraniano: Гвардійське, romanizado: Hvardiiske; en ruso: Гвардейское, romanizado: Gvardeiskoye). 

## Geografía
Zarichne se encuentra a orillas del río Samara, a 6 km de Cherkaske, 13 km al noreste de Novomoskovsk y 45 km al noreste de Dnipró.  

## Historia
Originalmente se estableció Jvardiske en 1957 como base militar para la 42.ª División de Tanques. Al año siguiente, adquirió el estatus de asentamiento de tipo urbano.
Jvardiske alberga a la 25.ª Brigada Aerotransportada de las Fuerzas Armadas de Ucrania desde el verano de 2002.
En 2023, Jvardiske perdió el estatus de asentamiento de tipo urbano debido a la eliminación de este estatus administrativo.
El grupo de trabajo de la Comisión Nacional de Estándares Lingüísticos Estatales incluyó a Jvardiske en 2023 en la lista de asentamientos en Ucrania que pueden renombrarse como parte de las campañas de descomunización y la derusificación en Ucrania. El nombre elegido fue el nombre Zarichne, aprobado en la Rada Suprema el 19 de septiembre de 2024.

## Demografía
La evolución de la población de Zarichne entre 1959 y 2022 fue la siguiente:
| 1026                                                          | 1756 | 2749 | 3466 | 4703 | 6022 | 6058 | 4252 | 4116 | 6024 |
| (Fuente: Cities & Towns of Ukraine y UKRAINE: Größere Städte) |      |      |      |      |      |      |      |      |      |

Según el censo de 2001, la lengua materna de la mayoría de los habitantes, el 52,13%, es el ucraniano; y del 43,93%, el ruso.

## Infraestructura

### Militar
Zarichne alberga a la 25.ª Brigada Aerotransportada de Ucrania.

### Transporte
Zarichne tiene conexión con la autopista M18. 